# Mbam-et-Inoubou
Mbam-et-Inoubou ist ein Département der Region Centre in Kamerun.
Auf einer Fläche von 7125 km² leben nach der Volkszählung 2001 153.020 Einwohner. Die Hauptstadt ist Bafia.

## Gemeinden
- Bafia
- Bokito
- Deuk
- Kiiki
- Kon-Yambetta
- Makénéné
- Ndikiniméki
- Nitoukou
- Ombessa